# Dæksdreng
Dæksdreng er en historisk titel for en ung sømand med mindre end et års sejltid på et skib. Efter et års sejltid som dæksdreng kunne han mønstre ud som jungmand.